# Козаков, Станислав Владимирович
Станислав Владимирович Козаков (укр. Станіслав Володимирович Козаков; род. 15 августа 1967, Кировоград) — советский и украинский футболист, игравший на позиции полузащитника

## Биография
Воспитанник кировоградской ДЮСШ-2, первый тренер — Владимир Самойленко. В 1984 году, в 17-летнем возрасте дебютировал в основном составе местной «Звезды» во второй лиге чемпионата СССР. За кировоградскую команду выступал до 1991 года, с перерывом в 1987—1988 годах, когда проходил срочную службу в вооружённых силах.
Первый чемпионат независимой Украины провёл в александрийской «Полиграфтехнике». В составе команды в сезоне 1993/94 стал бронзовым призёром первой лиги чемпионата Украины. В 1994 году вернулся в «Звезду». В первом же сезоне после возвращения в составе клуба стал победителем первой лиги Украины и команда получила право выступать в высшей лиге. Дебютировал в высшем дивизионе 25 июля 1995 года, выйдя в стартовом составе в домашнем матче против киевского «ЦСКА-Борисфена». Всего в высшей лиге провёл 81 матч, также выступал за фарм-клубы «Звезды» — знаменский «Локомотив» в любительском чемпионате и «Звезду-2» во второй лиге.
В 1999 году перешёл в никопольский «Металлург», выступавший в первой лиге. Затем выступал за другие клубы из низших лиг Украины — комсомольский «Горняк-Спорт» и тернопольскую «Ниву». Последний матч на профессиональном уровне провёл в 2002 году. После этого играл в России, в чемпионате Ростовской области за «Коммунальник» из Гуково. Сыграв за команду 2 матча и забив 1 гол, принял решение завершить карьеру окончательно.
Выступая в «Полиграфтехнике», «Звезде», «Металлурге» и «Ниве» был капитаном команды
Окончил факультет физвоспитания Кировоградского педагогического института.

## Достижения
- Победитель Первой лиги чемпионата Украины: 1994/1995
- Бронзовый призёр Первой лиги чемпионата Украины: 1993/1994